# Jean-Claude Bielitzki
Jean-Claude Bielitzki est un footballeur français né le 17 mars 1938 à Wallers et mort le 25 novembre 2022 à Prouvy.
Il a été attaquant à l'US Valenciennes-Anzin à la fin des années 1950.

## Carrière de joueur
- 1956-1960 :  US Valenciennes-Anzin
- 1960-1961 :  FC Nantes
- 1961 :  US Valenciennes-Anzin
- 1961-1962 :  RCFC Besançon
- 1962-1963 :  US Boulogne[3]

## Palmarès
- Vainqueur de la Coupe Drago 1962 avec le RCFC Besançon